# Boris Melnik
Boris Melnik (n. 2 februarie 1945, Litîn, RSS Ucraineană, URSS – d. 24 noiembrie 2016, Israel) a fost un trăgător de tir ce a reprezentat Uniunea Republicilor Sovietice Socialiste, medaliat olimpic. A participat la o ediție a Jocurilor Olimpice (1972) în care a câștigat o medalie de argint.

## Participări
Lista de mai jos prezintă principalele competiții la care a participat Boris Melnik de-a lungul carierei.
- shooting at the 1972 Summer Olympics – 300 metre free rifle[*]